# Maria Argelaguet Costa
Maria Argelaguet Costa   (Molins de Rei, 30 de novembre de 1900 - Santa Coloma de Gramenet, 19 de desembre de 1990) va ser una mestra i pedagoga catalana.
Nascuda a Molins de Rei, va cursar estudis en pedagogia i el 1923 va arribar amb Joan Manent i Serra a Santa Coloma de Gramenet, on van obrir l'escola Estudi Nou per ensenyar en català, on ell s'ocupava dels grans i ella dels petits. Manent va morir el 1935 i ella va continuar al capdavant del centre privat. Va impulsar els balls tradicionals catalans a través de la formació d'un esbart Gramenet que des del 1937 i juntament amb l'Esbart Gramenet, van actuar amb caràcter benèfic per ciutats diverses de la geografia espanyola. A la dècada del 1960 va organitzar classes de català clandestines per adults a l'escola, motiu pel qual la va haver de tancar el 1964.
Entre els reconeixements que ha rebut hi ha un segell del 2003 dedicat i l'Ajuntament de Santa Coloma va posar el seu nom a l'edifici dels Serveis Educatius Municipals, situat al número 98-100 de la Rambla de Sant Sebastià, el 2015.